# Siq

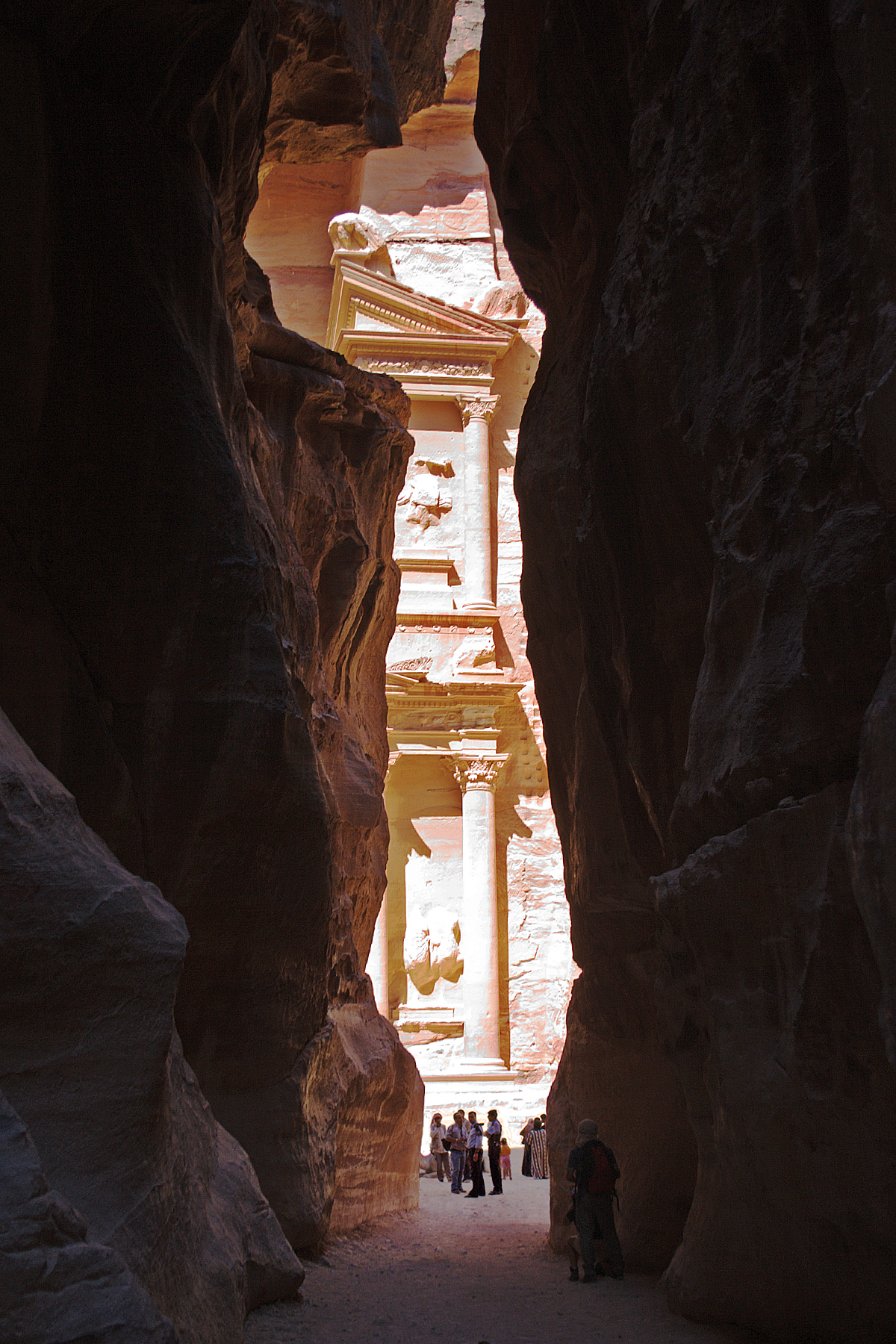
Am Ende des Siq befindet sich das Khazne al-Firaun

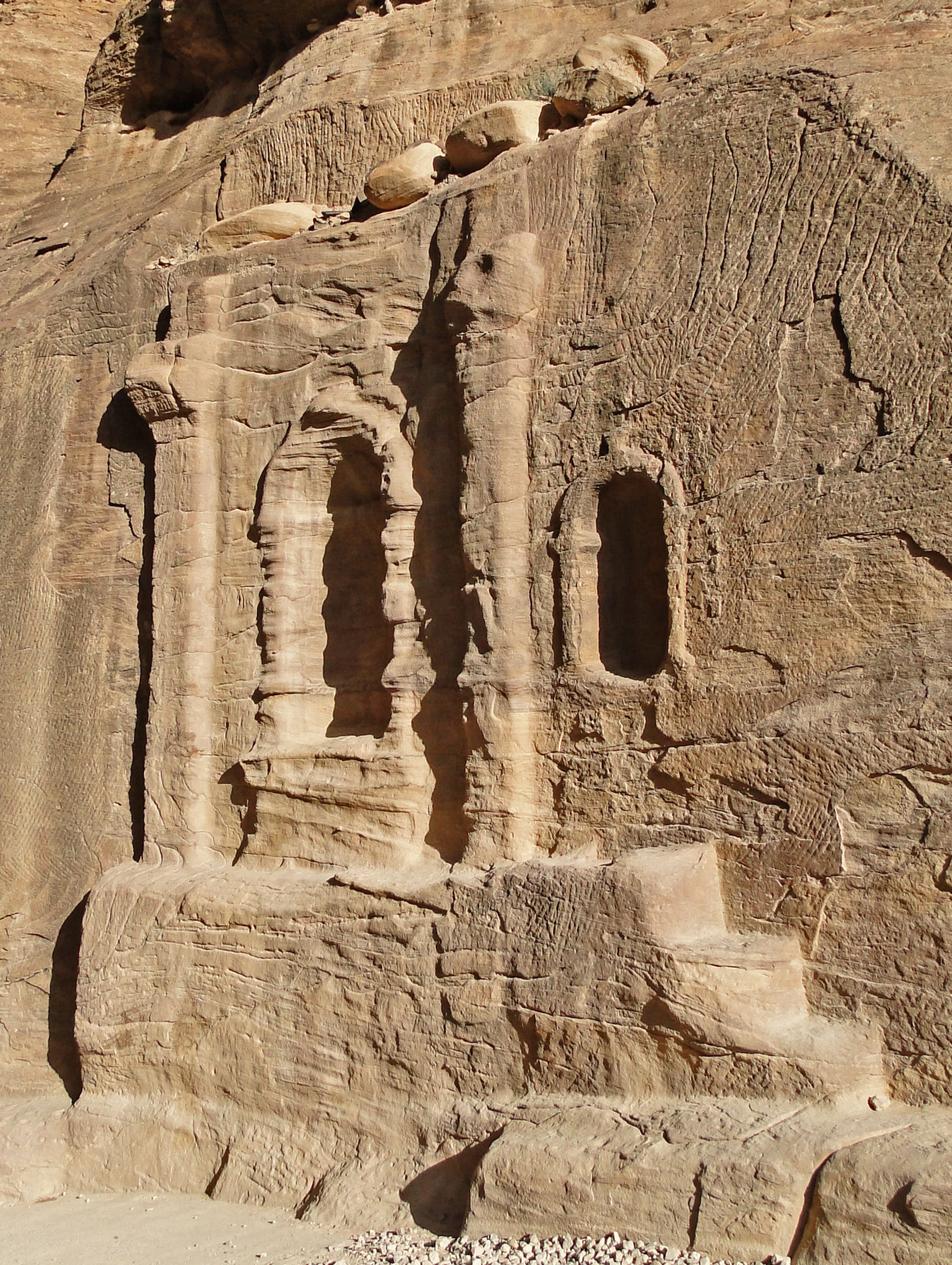
Nische im Eingangsbereich des Siq

Der Siq (arabisch السيق, DMG as-Sīq ‚der Schacht‘) ist eine über 70 m tiefe Felsschlucht von 1,5 km Länge in Jordanien und zugleich der Eingang zur Felsenstadt Petra. Der Ursprung des Siq ist eine geologische Verwerfung, die im Lauf von 2 Millionen Jahren durch die Wassermassen des Wadi Musa, eines temporären Gebirgsbachs, der nach heftigen Regenfällen anschwoll und durch die Schlucht schoss, erodiert und vertieft wurde.

## Besonderheiten
Die Nabatäer nutzten den Siq als gut gesicherten Zugang zu ihrer Stadt. Dafür leiteten sie das Bett des Wadi Musa durch einen 86 Meter langen Tunnel in ein Nebental um, sodass er sich nicht mehr durch den Siq ergießen und Menschen in Gefahr bringen konnte. Am Eingang des Siq errichteten sie einen großen Bogen, von dem nur noch wenige Spuren in der Felswand erhalten sind. Dieses Tor könnte von Türen verschlossen und als Befestigungsanlage genutzt worden sein. Der Bogen wurde vermutlich im ersten Jahrhundert nach Christus errichtet. Auch im Siq selbst haben die Nabatäer Spuren hinterlassen. Der Weg wurde von Wasserrohren gesäumt, die Wasser in Terracotta-Rohren durch die Schlucht leiteten. Zusätzlich war der Boden nach römischem Vorbild gepflastert. An beiden Felswänden finden sich immer wieder kleine Votivnischen und Stelen, die Rückschlüsse auf eine besondere religiöse Bedeutung des Siq für die Nabatäer zulassen. 
In den Nischen standen vermutlich hauptsächlich Betyle – die Nabatäer errichteten vor allem in der Anfangszeit ihren Göttern keine Statuen, sondern stellten ihre Götter symbolisch dar – beispielsweise in Form eines Quaders oder einer stumpfen Pyramide. Von diesen sogenannten Betylen finden sich in Petra viele. 
Am Ausgang des Inneren Siq befindet sich die Fassade des Khazne al-Firaun. Der Siq erweitert sich hier zum so genannten Äußeren Siq.

### Hochwasserschutz
Auch in jüngerer Zeit gab es wiederholt Überschwemmungen in der Schlucht, so starben 1963 bei einer Sturzflut 23 Menschen im Siq. Heute wird das Wasser des Wadi Musa den rekonstruierten Damm wieder vom oberen Eingang der Schlucht abgeleitet, darüber hinaus ist ein Hochwasserwarnsystem installiert um die Besucher im Fall einer drohenden Sturzflut zu warnen.